# Drake (Dakota du Nord)
Pour les articles homonymes, voir Drake.
La ville américaine de Drake est située dans le comté de McHenry, dans l’État du Dakota du Nord. Lors du recensement de 2010, sa population s’élevait à 275 habitants.

## Démographie
| 1910 | 1920 | 1930 | 1940 | 1950 | 1960 |
| ---- | ---- | ---- | ---- | ---- | ---- |
| 348  | 517  | 644  | 654  | 831  | 752  |

| 1970 | 1980 | 1990 | 2000 | 2010 | - |
| ---- | ---- | ---- | ---- | ---- | - |
| 636  | 479  | 361  | 322  | 275  | - |

## Histoire
Drake a été fondée en 1902 et nommée d’après Herman Drake, un pionnier.

## Source
- (en) Cet article est partiellement ou en totalité issu de l’article de Wikipédia en anglais intitulé « Drake, North Dakota » (voir la liste des auteurs).